# أحلام السنين (مسلسل)
أحلام السنين. مسلسل عراقي، من إخراج علي أبو سيف.

## الممثلون
شارك في المُسلسل عددًا من الفنانين:
- محمود أبو العباس.
- سمر محمد.
- شيماء جعفر.
- أنعام الربيعي.
- إياد الطائي.
- مرتضى حبيب.
- مهند بربن.
- بيداء رشيد.
- هناء محمد.
- ميثم صالح.
- ضياء الدين سامي.
- آسيا كمال.
- زياد الهلالي.
- محمد ناصر.
- حسين عجاج.
- صبا إبراهيم.
- زهرة الربيعي.
- محسن الجيلاوي.
- فلاح إبراهيم.
- مهدي الحسيني.
- رضا طارش.
- فالح كريم.
- علاوي حسين.
- علي عباس.